# Estadio de béisbol intercontinental de Taichung
El Estadio Intercontinental de Béisbol de Taichung (en chino :臺中市洲際棒球場) es un estadio en el distrito de Beitun, Taichung, Taiwán. El estadio se inauguró oficialmente el 9 de noviembre de 2006, en sustitución del anticuado campo de béisbol de Taichung. Ubicado en la esquina de Chongde Road (崇德路) y Huanzhong Road (環中路), tiene mucho más estacionamiento disponible que el antiguo estadio.

## Construcción
La construcción del estadio comenzó en 2005 y está operando según el modelo Construir-Operar-Transferir (BOT) que se está volviendo cada vez más común entre los proyectos de obras públicas en Taiwán. La primera fase incluye 15.000 asientos dentro del cuadro, todos con sillas en el respaldo. Después de que se completó la segunda fase en 2008, la capacidad de asientos se amplió a 20,000 al agregar 5,000 asientos en los jardines.

## Grandes eventos
El primer gran evento organizado por el nuevo estadio fue la Copa Intercontinental de 2006 , una competencia de béisbol entre ocho naciones de cuatro continentes diferentes. Corea del Sur derrotó a Filipinas en el primer partido 10-0, seguida de la derrota de China Taipéi contra Italia 3-13 el 9 de noviembre.
El último día de la Copa Intercontinental 2006 se anunció que la Copa Mundial de Béisbol 2007 se llevaría a cabo en Taichung, siendo este estadio uno de los dos que se utilizaron para el torneo. El estadio también fue sede de algunos juegos en el Campeonato Asiático de Béisbol de 2007 , que contó como la clasificación para los Juegos Olímpicos de Verano de 2008 para la región de Asia.
El estadio fue sede del Grupo B en la primera ronda del Clásico Mundial de Béisbol 2013.
El estadio fue sede del Grupo A y los cuartos de final del Premier12 WBSC 2015 .
El estadio ha sido sede de varios juegos de la Liga de Béisbol de Invierno de Asia, más recientemente en noviembre/diciembre de 2018
El estadio fue sede del Grupo B en la primera ronda del Premier12 WBSC 2019 .
El estadio será sede del Grupo A en la primera ronda del Clásico Mundial de Béisbol 2023.

## Ciudad mundial del béisbol
Debido al éxito de la Copa Intercontinental de 2006, el gobierno de la ciudad de Taichung y la Asociación de Béisbol de China Taipéi comienzan a esforzarse por celebrar varios eventos internacionales en los años siguientes. El estadio había albergado 10 eventos de la Federación Internacional de Béisbol (IBAF) en los primeros 10 años desde que se estableció el estadio.
La IBAF otorgó la medalla Ciudad Mundial de Béisbol durante la ceremonia de apertura de la Copa Mundial de Béisbol 18U 2013 para agradecer la contribución que el Gobierno de la Ciudad de Taichung había hecho. La ciudad de Taichung se convirtió en la primera ciudad en ser premiada por la IBAF. La estela de la Ciudad Mundial del Béisbol también se erigió en la entrada del estadio.

## Confusión de nombres
Desde el comienzo de este proyecto, el estadio se conocía como el Estadio de Béisbol Estándar Internacional de Taichung. Sin embargo, los informes periodísticos se habían referido a él como el Estadio Internacional de Béisbol de Taichung (eliminando la palabra "Estándar") Un calendario en chino para la Copa Intercontinental de 2006 había identificado el estadio como el Estadio Intercontinental de Taichung.
Según un informe de 2006, el alcalde de Taichung, Jason Hu, anunció que el nombre del estadio ha sido designado oficialmente como Estadio Intercontinental de Béisbol. Esto es en honor a que el evento sea el primero que se llevará a cabo en el estadio.

## Misceláneas

### Primeros estadios

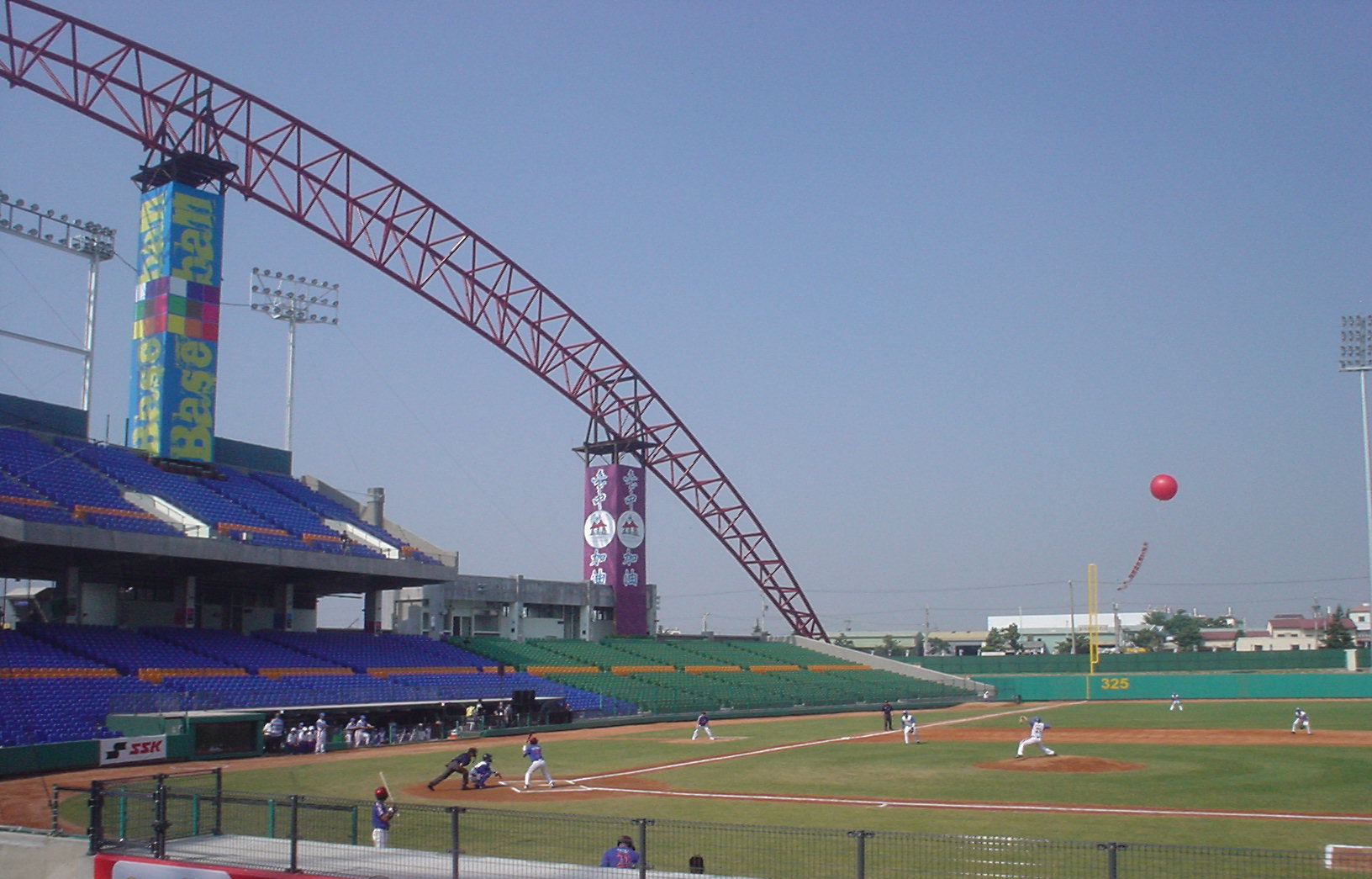
Primer lanzamiento en un juego competitivo en el estadio en un juego entre Filipinas y Corea del Sur en la Copa Intercontinental de 2006

- Primer juego competitivo: Corea del Sur vs. Filipinas; 9 de noviembre de 2006, como parte de la Copa Intercontinental 2006.
- Primera victoria: Corea del Sur 10 – Filipinas 0; 9 de noviembre de 2006, Copa Intercontinental 2006
- Victoria de la regla de la primera misericordia: Corea del Sur 10 - Filipinas 0; 9 de noviembre de 2006; Copa Intercontinental 2006
- Primera blanqueada de nueve entradas:
- Primer juego de entrada extra: Taipéi China vs. Corea del Sur; 12 de noviembre de 2006; Copa Intercontinental 2006
- Primer jonrón : Bradley Harman (Australia) (8.º inning frente a Filipinas); 10 de noviembre de 2006; Copa Intercontinental 2006
- Primer grand slam : Chen Yung-Chi (Taipéi China) (7.ª entrada contra Corea del Sur); 12 de noviembre de 2006; Copa Intercontinental 2006.